# RBS TV Caxias do Sul
RBS TV Caxias do Sul es una emisora de televisión brasileña con ubicación en la ciudad de Caxias do Sul, RS. Retransmite la programación de la Rede Globo y genera programas locales de buena audiencia, como el Jornal do Almoço y RBS Notícias. Es una red regional de transmisión de la RBS TV, que tiene su ubicación en Porto Alegre.
Es la estación más antigua de televisión en el interior del estado y la más importante estación de RBS TV en el interior de Río Grande del Sur.

## Programación
La RBS TV Caxias do Sul produce un bloque local para el Jornal do Almoço (Jornal del Almuerzo), presentado por Rogério Giaretta Jr., y un bloque local para el RBS Notícias, presentado por Luis Lopes. También muestra el programa diario RBS Cidade (RBS Ciudad) durante la programación. También forman parte del equipo los periodistas Guilherme Fadanelli y Vanessa Botoli, que producen informes para los programas locales, estaduales y para TV Globo. El resto de la programación es ocupada por los programas generados por RBS TV de Porto Alegre y los programas de la TV Globo.

## Consignas
- Uma emissora a serviço da comunidade (Una estación a servicio de la comunidad) - 1991
- Aqui o Rio Grande se vê - 1993
- Cada vez mais perto de você (Cada vez más cerca de usted) - 1994
- Tudo por você - 1996
- Sempre o melhor pra você (Siempre lo mejor para usted) - 2001
- A gente mostra, você vê(Nosotros mostramos, usted ve) - 2002
- Sua vida na TV (Su vida en la TV) - 2003
- A gente faz pra você (Nosotros lo hacemos por usted) - 2008

## Observaciones
- Este artículo fue parcialmente traducido del artículo "RBS TV Caxias do Sul", de la Wikipedia en portugués.